# Толстой, Владимир Сергеевич
Влади́мир Серге́евич Толсто́й (10 мая 1806 года — 27 февраля 1888 года) — прапорщик Московского пехотного полка, декабрист.

## Биография
Родился в селе Курбатове Скопинского уезда Рязанской губернии в дворянской семье, относящейся к нетитулованной ветви дворянского рода Толстых. Отец — гвардии капитан-поручик Сергей Васильевич Толстой (1767—1831), брат второй жены П. И. Фонвизина. Мать — Елена Петровна (1774—1823), дочь князя П. П. Долгорукова, сестра Михаила Долгорукова, личного друга Александра I. Двоюродный брат художника А. И. Мамонова и публициста П. В. Долгорукова; троюродный брат художника Н. А. Майкова. Получил домашнее образование; воспитателем его был будущий лектор английского языка Московского университета Эдуард Гарве.
Начал службу 29 августа 1823 года унтер-офицером Екатеринославского кирасирского полка. С 30 октября 1823 года — юнкер, переведён в Московский пехотный полк подпрапорщиком 10 мая 1824 года, с 9 марта 1825 года — прапорщик.
Вступил в Южное общество в 1824 году. Приказано арестовать 18 декабря 1825 года. 4 января 1826 года доставлен в Петропавловскую крепость.
Осуждён по VII разряду 10 июля 1826 года. Приговорён к каторжным работам на 2 года. 22 августа 1826 года срок каторги сокращён до 1 года. Отправлен в Сибирь 10 февраля 1827 года. Прибыл в Читинский острог 9 апреля 1827 года. По царскому указу сразу обращен на поселение в Тункинскую крепость Иркутской губернии (в настоящее время село Тунка, Тункинский район Бурятии). Предположительно занимался в Тунке преподавательской деятельностью в местной школе. Выехал из Читы 15 мая 1827 года. 15 июня 1829 года определён рядовым на Кавказ.
Прибыл в Тифлис в середине августа 1829 года. С 28 января 1833 года унтер-офицер, прапорщик с 19 июня 1835 года, подпоручик с 13 ноября 1837 года, поручик с 20 августа 1839 года. 17 января 1843 года уволен со службы по болезни под секретный надзор с запрещением въезда в столицы и в Одессу. Жил в имении сестры в Смоленской губернии.
8 мая 1845 года определён на военную службу в Кавказское линейное казачье войско. С 4 декабря 1845 года в звании штабс-ротмистр. Уволен в отпуск 3 января 1847 года. 12 октября 1847 года освобождён от секретного надзора. 21 июля 1848 года переименован в сотники. 10 января 1849 года в чине есаула уволен в гражданскую службу. Сохранились его памятные записки «Характеристики русских генералов на Кавказе».

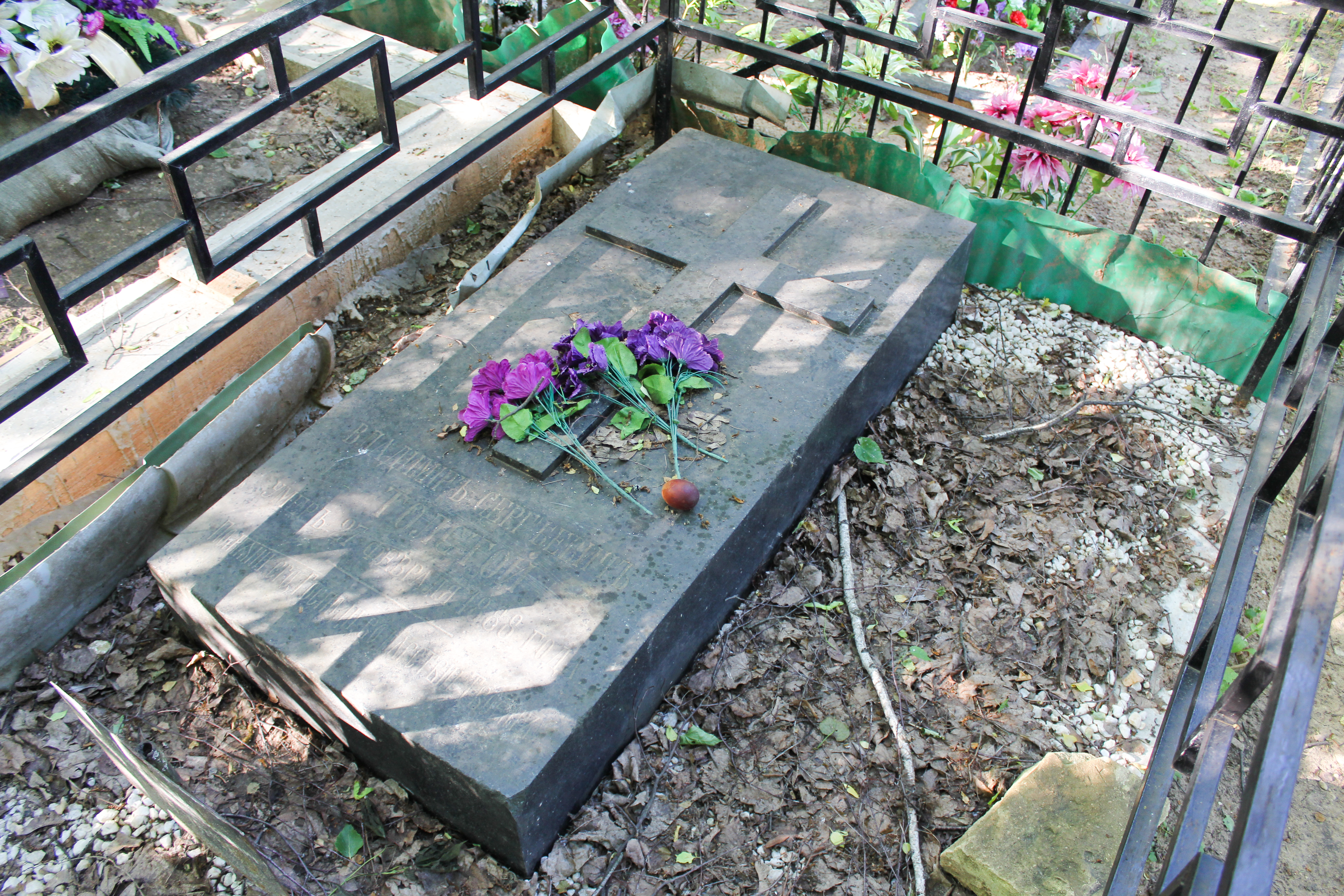
Могила Толстого В. С. на Передельцевском кладбище.

В 1850 году служил асессором Тифлисской губернской строительной и дорожной комиссии. С 1851 года до 1855 года — чиновник по особым поручениям при кавказском наместнике князе М. С. Воронцове, с 1856 года при Н. Н. Муравьёве.
После отставки жил в имении Баранове Подольского уезда Московской губернии. Похоронен при церкви села Переделец (в настоящее время — в черте города Москвы).